# Neodvisnost (statistika)
Neodvisnost je v verjetnostnem računu in stohastiki odnos med dvema dogodkoma. Dogodka {\displaystyle A\!} in {\displaystyle B\!} sta neodvisna, če pojav prvega ne povzroči večje verjetnosti nastopa drugega dogodka oziroma, če pojav enega dogodka ne vpliva na izhod drugega in obratno. Neodvisnost dveh dogodkov imenujemo tudi stohastična neodvisnost. Med dvema neodvisnima slučajnima spremenljikama ni korelacije (niso korelirane)

## Definicija
Dva dogodka sta neodvisna, če in samo če velja {\displaystyle P(A\cap B)=P(A)P(B)\!}
kjer smo s 
- {\displaystyle P(A)\!} označili verjetnost dogodka A
- {\displaystyle P(B)\!} verjetnost dogodka B
- {\displaystyle P(A\cap B)\!} pa označuje verjetnost za presek (produkt) dogodkov {\displaystyle A\!} in {\displaystyle B\!} (oba dogodka se zgodita).

## Več dogodkov
Definicijo lahko posplošimo na večje število dogodkov. Za n dogodkov to napišemo kot 
{\displaystyle P\left(\bigcap _{i=1}^{n}A_{i}\right)=\prod _{i=1}^{n}P(A_{i}).\!\,}

## Funkcija verjetnosti
Za funkcije verjetnosti posameznih porazdelitev velja v tem primeru:
{\displaystyle f(x_{1},x_{2},...,x_{n})=f(x_{1}).f(x_{2})....f(x_{n})\!}.

## Lastnosti
Če sta dogodka {\displaystyle A\!} in {\displaystyle B\!} neodvisna, potem je 
{\displaystyle P(A\mid B)=P(A).\!\,}
Pogojna verjetnost za dogodka {\displaystyle A\!} in {\displaystyle B\!}
{\displaystyle P(A\mid B)={P(A\cap B) \over P(B)},\!}.
V primeru , da je {\displaystyle P(B)\neq 0\!} je to enako kot 
{\displaystyle P(A\cap B)=P(A)P(B)\!\,}